# Constant Lambert
Leonard Constant Lambert (Fulham, 23 d'agost, 1905 - Londres, 21 d'agost, 1951), va ser un compositor, director d'orquestra i autor britànic. Va ser el director musical fundador del Royal Ballet i (juntament amb Dame Ninette de Valois i Sir Frederick Ashton) va ser una figura important en l'establiment del ballet anglès com a moviment artístic significatiu.
Els seus compromisos amb el ballet, inclòs un extens treball de direcció al llarg de la seva vida, van restringir les seves activitats compositives. Tanmateix, una obra, The Rio Grande, per a cor, orquestra i piano solista, va aconseguir una gran popularitat a la dècada de 1920 i encara s'interpreta regularment avui dia. La seva altra obra inclou un Concert per a piano (1931) amb influències del jazz, importants partitures de ballet com ara Horoscope (1937) i una màscara coral a gran escala Summer's Last Will and Testament (1936) que alguns consideren la seva obra mestra.
Lambert tenia interessos molt amplis més enllà de la música, com es pot veure en el seu estudi crític Music Ho! (1934), que situa la música en el context de les altres arts. Entre els seus amics hi havia John Maynard Keynes, Anthony Powell i els Sitwell. Per a Keynes, Lambert era potser l'home més brillant que havia conegut mai; per a de Valois era el millor director d'orquestra i assessor de ballet que el seu país havia tingut mai; per al compositor Denis ApIvor era la personalitat més divertida del món musical.

## Primers anys de vida i música

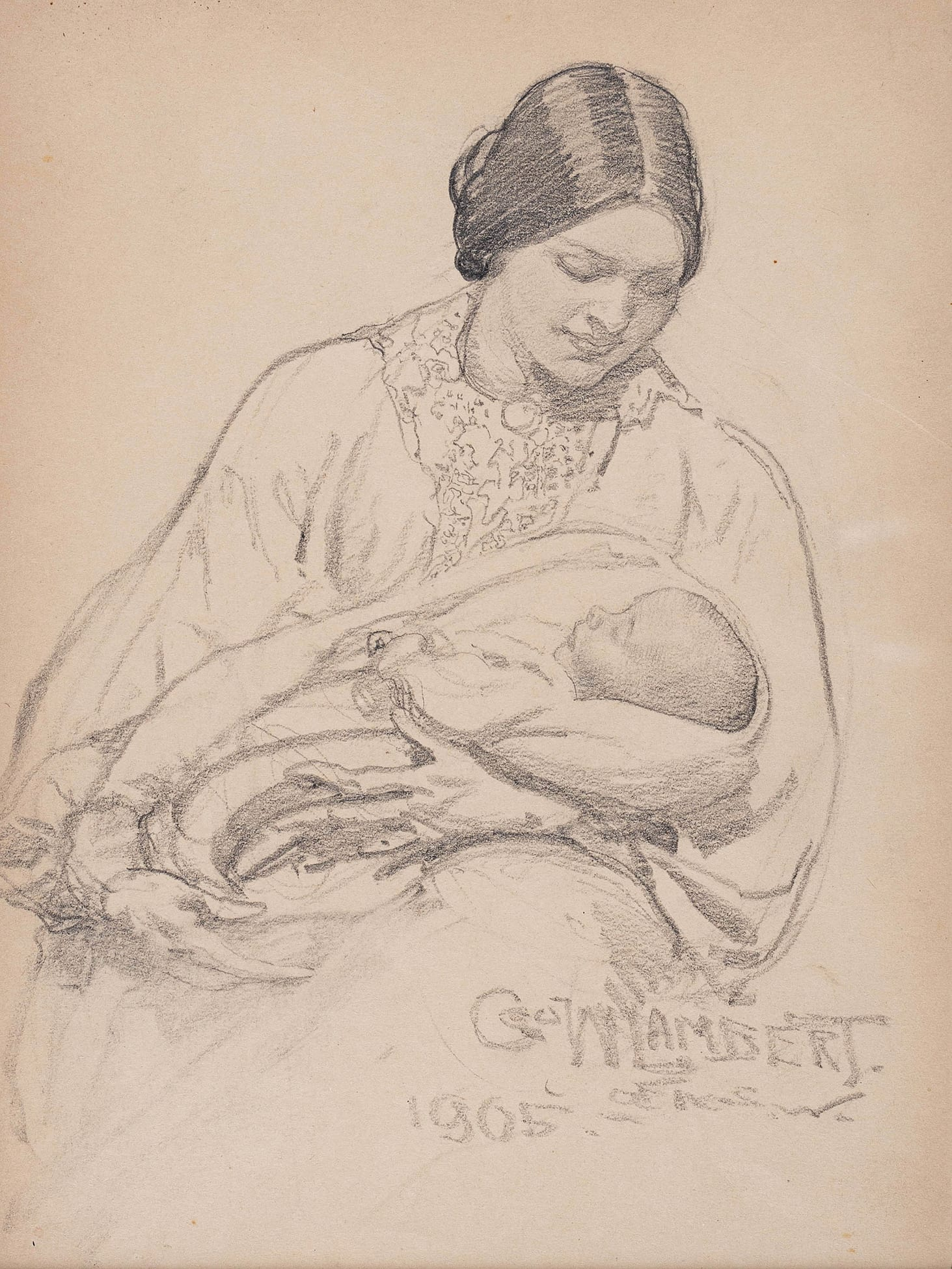
L'esposa de l'artista, Amy, i el seu fill Constant', obra del seu pare George Washington Lambert

Fill del pintor australià George Lambert i la seva dona Amy, i germà petit de Maurice Lambert, Constant Lambert es va educar al Christ's Hospital, prop de Horsham, a West Sussex. Quan encara era un nen, va demostrar un formidable talent musical i va escriure la seva primera obra orquestral als 13 anys. El setembre de 1922, Lambert va ingressar al Royal College of Music, on els seus professors van ser Ralph Vaughan Williams, R. O. Morris i Sir George Dyson (en composició), Malcolm Sargent (direcció) i Herbert Fryer (piano). Entre els seus contemporanis hi havia el pianista Angus Morrison, el director d'orquestra Guy Warrack, Thomas Armstrong (futur cap de la Royal Academy of Music) i els compositors Gavin Gordon, Patrick Hadley i Gordon Jacob.
El 1925 (als 20 anys) va rebre un encàrrec d'alt perfil per escriure un ballet per als Ballets Russos de Serguei Diàguilev (Roméo et Juliette, 1926, coreografiat per Nijinska). Durant uns anys va gaudir de la fama, gràcies a l'èxit més ampli del seu següent ballet (el neoclàssic Pomona de 1927, coreografiat de nou per Nijinska), i a través de la seva participació com a narrador en moltes representacions públiques (i una gravació) de la controvertida Façade de William Walton i Edith Sitwell.

## Influència del jazz
La composició més coneguda de Lambert va seguir. The Rio Grande (1927), per a piano i solistes d'alt, cor i orquestra de metalls, corda i percussió, posa en escena un poema de Sacheverell Sitwell. Va aconseguir un èxit considerable, i Lambert va fer dues gravacions de la peça com a director (1930 i 1949). Tenia un gran interès per la música afroamericana, i una vegada va dir que idealment li hauria agradat que The Rio Grande inclogués un cor negre. Tenia una visió molt positiva dels ritmes del jazz i la seva incorporació a la música clàssica, i va dir una vegada que:
| « | "L'interès principal dels ritmes de jazz rau en la seva aplicació a la composició de les paraules, i tot i que les composicions de jazz no tenen de cap manera la flexibilitat o la subtilesa dels airs de principis del segle XVII, per exemple, no es pot negar la seva lleugeresa i enginy... Les paraules angleses exigeixen per al seu tractament musical reeixit un ritme infinitament més variat i sincopat que el que es troba en els romàntics del segle XIX, i les millors cançons de jazz d'avui dia són, de fet, més properes en els seus mètodes als compositors de finals del segle XV que qualsevol música des de llavors." | » |

Lambert va portar el seu interès pel jazz molt més enllà en obres com la Sonata per a piano (1929) i el Concert per a piano i nou instruments (1931), on l'estil s'allunya del "jazz simfònic" de Gershwin i Paul Whiteman cap a quelcom molt més tens i urbà, amb elements de composició populars i formals estretament integrats, ritmes irregulars i extrems, i una harmonia que de vegades s'acosta a l'atonalisme. El segon moviment de la Sonata presenta un blues en forma de rondó. La inusual partitura de cambra del Concert esdevé una mena d'híbrid entre una banda de jazz i el conjunt utilitzat a Pierrot lunaire de Schönberg.

## Carrera posterior

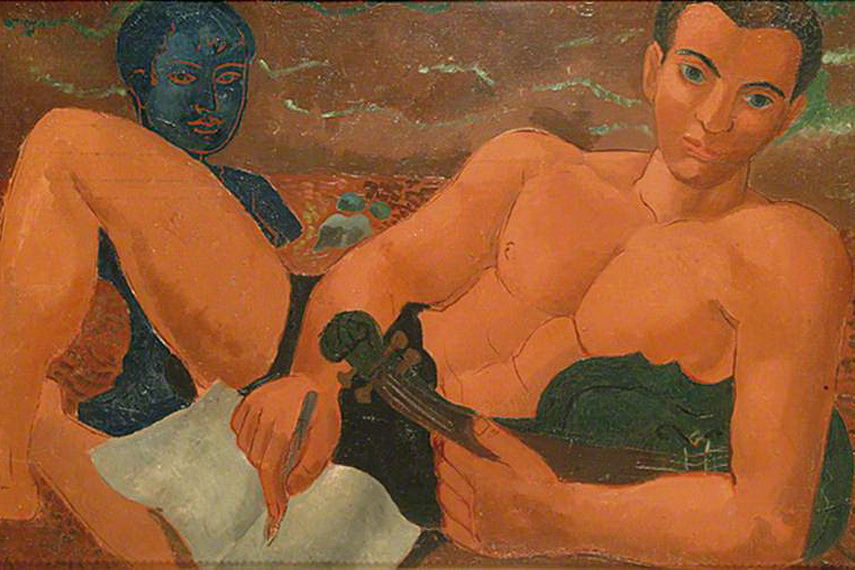
Retrat de Constant Lambert, pintura de Christopher Wood, 1927.

Lambert va ser nomenat el 1931 director d'orquestra i director musical del ballet Vic-Wells (més tard The Royal Ballet), però la seva carrera com a compositor es va estancar. La seva principal obra coral Summer's Last Will and Testament (1935, basada en l'obra del mateix nom de Thomas Nashe), una de les seves obres més emocionalment fosques, va resultar poc atractiva en l'ambient que va seguir a la mort del rei Jordi V, però Alan Frank la va aclamar en aquell moment com la "millor obra" de Lambert.
La Segona Guerra Mundial va afectar la seva vitalitat i creativitat. Va ser declarat no apte per al servei actiu a les forces armades; dècades de beguda excessiva havien deteriorat la seva salut, que va empitjorar encara més amb el desenvolupament de diabetis que va romandre sense diagnosticar ni tractar fins molt tard en la seva vida. Les experiències infantils de Lambert (que van incloure un episodi gairebé mortal de septicèmia) li havien donat una detestació i una por de per vida a la professió mèdica.
El mateix Lambert considerava que havia fracassat com a compositor i només va completar dues obres importants després de la decepció de Last Will and Testamen de Summer: les partitures de ballet Horoscope (1938) i Tiresias (1951), tot i que també hi va haver diverses obres més petites, com la suite per a piano a quatre mans Trois pièces nègres pour les touches blanches, escrita per al duet de pianos bessons idèntics Mary i Geraldine Peppin. En canvi, es va concentrar principalment en la direcció, treballant estretament amb el Royal Ballet fins a la seva dimissió el 1947. Va continuar apareixent com a director convidat fins poc abans de la seva mort el 1951.

## Interessos culturals més amplis
Expert en pintura, escultura i literatura, així com en música, Lambert diferia de la majoria dels seus companys compositors anglesos de l'època en la seva percepció de la importància del jazz. Va respondre positivament a la música de Duke Ellington. La seva acceptació de la música fora del repertori "seriós" queda il·lustrada pel seu llibre Music Ho! (1934), subtitulat "un estudi de la música en decadència", que continua sent un dels volums de crítica musical més enginyosos, tot i que més opinatius, en llengua anglesa.
El pare de Lambert, tot i haver nascut a Rússia i ser d'origen americà, es considerava a si mateix, sobretot, un australià. Constant sempre va ser conscient de les seves connexions australianes, tot i que mai va visitar aquest país. Per a la primera interpretació del seu Concert per a piano (1931), en lloc de seleccionar un pianista nascut a la Gran Bretanya, Lambert va triar Arthur Benjamin, nascut a Sydney i format a Brisbane, per interpretar la part solista. Malgrat la seva desaprovació de l'homosexualitat, va establir una bona relació de treball amb el seu compatriota australià, Robert Helpmann. Després va confiar a un altre músic australià, Gordon Watson, la tasca d'interpretar la part de piano virtuós a l'estrena del seu darrer ballet, Tirèsias.

## Vida personal
El primer matrimoni de Lambert va ser amb Florence Kaye, el 5 d'agost de 1931; el seu fill va ser Kit Lambert, un dels mànagers de The Who, que portaven el nom del seu amic el pintor Christopher "Kit" Wood. Però aviat va tenir una aventura intermitent amb la ballarina de ballet Margot Fonteyn. Segons els amics de Fonteyn, Lambert va ser el gran amor de la seva vida i es va desesperar quan finalment es va adonar que ell mai es casaria amb ella. Alguns aspectes d'aquesta relació van quedar simbolitzats al seu ballet Horoscope (1938), en què Fonteyn era ballarina principal. Després de divorciar-se de Kaye, el 1947 Lambert es va casar amb l'artista Isabel Delmer, que va dissenyar els decorats i el vestuari del seu ballet Tiresias; després de la seva mort, es va casar amb Alan Rawsthorne. El 1945 Florence es va casar amb Charles Edward Peter Hole; la seva filla Anne va adoptar més tard el nom artístic d'Annie Lambert. Durant la dècada del 1930, Lambert també va tenir una llarga aventura i amistat amb Laureen Goodare (mare de l'actriu Cleo Sylvestre, fillola de Constant). Laureen era ballarina i fumadora al Shim Sham Club de Wardour Street, Soho. La seva aventura va durar fins a la seva prematura mort el 1951.
Entre els seus amics íntims hi havia Michael Ayrton, Sacheverell Sitwell i Anthony Powell. Va ser el prototip del personatge de Hugh Moreland a A Dance to the Music of Time de Powell, en particular al cinquè volum, Casanova's Chinese Restaurant, en què Moreland és un personatge central.
Lambert va morir el 21 d'agost de 1951, dos dies abans del seu quaranta-sisè aniversari, de pneumònia i diabetis no diagnosticada complicada per alcoholisme agut, i va ser enterrat al cementiri de Brompton, Londres. El seu fill Kit va ser enterrat a la mateixa tomba el 1981.

## Obres principals
Article principal: Llista de composicions de Constant Lambert
Ballets

- Romeu i Julieta (1925)
- Pomona (1927)
- Horòscop (1938)
- Tiresias (1950)

Coral i vocal

- Vuit poemes de Li Po (1928)
- El Rio Grande (1927) (una versió d'un poema de Sacheverell Sitwell)
- L'última voluntat i testament de l'estiu (1936; amb lletra de Thomas Nashe)

Feina fúnebre de Cymbeline (1947)
Orquestral

- Obertura The Bird Actors (1924)
- Música per a orquestra (1927)
- Aubade héroïque (1941)

Cambra

- Concert per a piano, 2 trompetes, timbals i corda (1924)
- Concert per a piano i nou instruments (1931)

instrumental

- Elegiac Blues (1927, orquestrat) 1928)
- Sonata per a piano (1930)
- Elegia, per a piano' (1938)
- Trois Pièces Nègres pour les Touches Blanches [Tres peces negres per a les tecles blanques], duet de piano (4 mans) (1949)

Música de cinema

- Mariners mercants (semidocumental; 1941)
- Anna Karènina (1948)